# Pipa arrabali
Espèce
Statut de conservation UICN

 LC : Préoccupation mineure
Pipa arrabali est une espèce d'amphibiens de la famille des Pipidae,.

## Distribution et habitat
Cette espèce est endémique du centre-Nord de l'Amérique du Sud. Elle se rencontre jusqu'à 860 m d'altitude :
- dans l'est du Venezuela ;
- au Guyana ;
- dans l'ouest du Suriname ;
- au centre, Ouest et Nord du Brésil.

Elle peut vivre dans n'importe quel point d'eau de la forêt tropicale humide, permanent ou temporaire, même aussi petit qu'une flaque ou un fossé. 

## Comportement
C'est une espèce aquatique, mais capable de se mouvoir à terre quand son point d’eau s'assèche. Le développement des petits se fait sur le dos de la mère ; ils ne seront libérés qu'après leur métamorphose,.

## Statut de conservation
Bien que les populations soient localement perturbées par les activités humaines (déforestation notamment), cette espèce ne semble pas avoir un déclin important, et l'UICN l'a classé dans la catégorie "LC" (préoccupation mineure). De plus, certaines populations vivent dans des zones protégées, par exemple le parc national Canaima au Venezuela. Il faut cependant noter la fragilité de certaines populations : dans l'est du Venezuela, une population a disparu après qu'une route ait été goudronnée,.

## Étymologie
Cette espèce est nommée en l'honneur de Jailton Aguiar Arrabal.

## Publication originale
- Izecksohn, 1976 : Uma nova espécie de Pipa do Estado do Amazonas, Brasil (Amphibia, Anura, Pipidae). Revista Brasileira de Biologia, vol. 36, p. 507-510.